# Vuelo 705 de Pakistan International Airlines
El vuelo 705 de Pakistan International Airlines (PK705/PIA705) era un avión Boeing 720 que se estrelló mientras descendía para aterrizar en el aeropuerto Internacional de El Cairo (entonces República Árabe Unida, ahora Egipto) el 20 de mayo de 1965. De los 121 pasajeros y tripulación a bordo, todos menos 6 murieron. El accidente, el cuarto y peor que involucró a un Boeing 720, fue el más mortífero ocurrido en Egipto en ese momento y sigue siendo el tercero más mortífero, detrás del vuelo 604 de Flash Airlines y el vuelo 9268 de Metrojet.
Fue el desastre aéreo más grave de 1965.

## Aeronave
La aeronave era un Boeing 720-040B con matrícula AP-AMH y número de serie del fabricante 18379; fue volado por primera vez el 19 de octubre de 1962 y entregado a Pakistan International Airlines el 7 de noviembre de 1962. En el momento del accidente, la aeronave había volado 8378 horas.

## Accidente

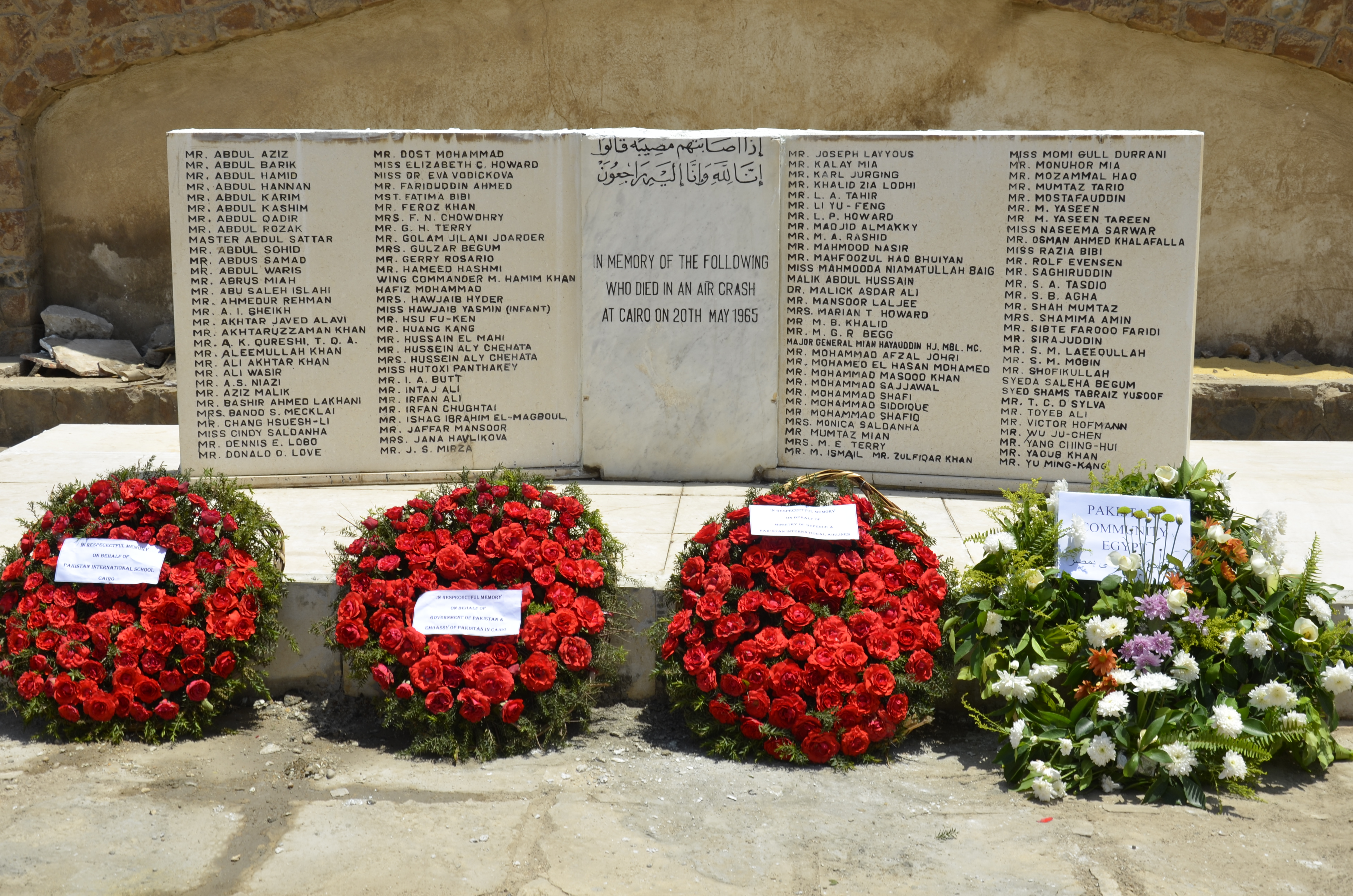
Coronas de flores colocadas en un monumento al accidente del 20 de mayo de 2013 por representantes de la Embajada de Pakistán en Egipto y miembros de la comunidad pakistaní local.

El vuelo 705 del 20 de mayo de 1965 fue un vuelo inaugural entre Karachi, Pakistán y Londres, Reino Unido y transportaba a distinguidos invitados y periodistas entre los 114 pasajeros. Se programó que el avión parara en Dhahran en Arabia Saudita, El Cairo y luego Ginebra antes de completar su viaje a Londres. Cuando la aeronave estaba en aproximación final al Aeropuerto Internacional de El Cairo, el piloto informó problemas con los flaps; poco después, el avión se estrelló al sureste del aeropuerto y se rompió cuando estalló en llamas. Seis de los pasajeros fueron arrojados fuera de los escombros, pero todos los demás a bordo murieron. Entre los muertos estaba el diseñador de aviones chino Huang Zhiqian, quien fue diseñador jefe del avión de combate Shenyang J-8.

## Investigación
El 26 de mayo, la policía local informó que se había encontrado una radio de transistores en los restos de la aeronave con joyas por valor de 120.000 dólares escondidas.
La causa probable del accidente fue que «la aeronave no mantuvo la altura adecuada para el circuito y siguió descendiendo hasta que tocó tierra. Se desconoce el motivo de esa continuación anormal del descenso».